# Samuel Hahnemann
Christian Friedrich Samuel Hahnemann, más conocido como Samuel Hahnemann (Meissen, Sajonia, Alemania, 10 de abril de 1755-París, Francia, 2 de julio de 1843), fue un médico sajón (alemán), inventor del sistema de medicina alternativa llamado homeopatía.
A Hahnemann también se le atribuye haber introducido la práctica de la cuarentena en el Reino de Prusia cuando estaba al servicio del duque de Anhalt-Köthen. [cita requerida]

## Primeros años
Christian Friedrich Samuel Hahnemann nació en Meissen, Sajonia, cerca de Dresde. Su padre Christian Gottfried Hahnemann fue un pintor y diseñador de porcelana, que ha hecho famosa a la ciudad de Meissen.
Cuando era joven, Hahnemann aprendió varios idiomas, como inglés, francés, italiano, griego y latín. Con el tiempo se ganó la vida como traductor y profesor de idiomas, adquiriendo mayor competencia en árabe, siríaco, caldeo y hebreo.
Hahnemann estudió medicina durante dos años en Leipzig. A causa de la falta de instalaciones clínicas de Leipzig, se mudó a Viena, donde estudió durante diez meses. Después de un período de estudios adicionales, se graduó en Medicina en la Universidad de Erlangen el 10 de agosto de 1779, con la calificación de sobresaliente. Su pobreza le obligó a elegir Erlangen, ya que las matrículas eran más bajas. La tesis de Hahnemann se tituló Conspectus adfectuum spasmodicorum aetiologicus etrapeuticus. [Disertación sobre las causas y el tratamiento de las enfermedades espasmódicas]

## Ejercicio de la medicina
En 1781, Hahnemann ocupó el puesto de médico de aldea en la zona minera de cobre de Mansfeld, Sajonia. Pronto se casó con Johanna Henriette Kuchler, con la que acabó teniendo once hijos. Después de abandonar el ejercicio de la medicina y mientras trabajaba como traductor de libros de texto científicos y médicos, Hahnemann viajó por Sajonia durante muchos años, permaneciendo en muchas ciudades y pueblos diferentes durante períodos de tiempo variables, sin vivir nunca lejos del río Elba. Vivió en diferentes momentos en Dresde, Torgau, Leipzig y Köthen (Anhalt) antes de trasladarse finalmente a París en junio de 1835.

### Creación de la homeopatía
Artículo principal: Homeopatía
Hahnemann estaba insatisfecho con el estado de la medicina en su tiempo y se opuso particularmente a prácticas como las sangrías. Afirmó que la medicina que le habían enseñado a practicar, a veces le hacía al paciente más daño que bien:

Mi sentido del deber no me permitiría tratar fácilmente el estado patológico desconocido de mis hermanos sufrientes con estas medicinas desconocidas. La idea de convertirme de esta manera en un asesino o malhechor de la vida de mis semejantes me resultaba de lo más terrible, tan terrible y perturbador que abandoné por completo mi práctica en los primeros años de mi vida matrimonial y me ocupé únicamente de escribir y de la química.

Después de abandonar el ejercicio de su profesión alrededor de 1784, Hahnemann se ganó la vida principalmente como escritor y traductor. 
Mientras traducía el Tratado de William Cullen A Treatise on the Materia Medica, S. Hahnemann descubrió que la corteza del árbol del género Cinchona era eficaz para tratar el paludismo debido a su astringencia.
Hahnemann creía que otras sustancias astringentes no eran efectivas contra la malaria y comenzó a investigar el efecto de la cinchona en el cuerpo humano por autoaplicación. Al observar que el fármaco le producía síntomas similares a los de la malaria, concluyó que lo haría en cualquier individuo sano. Esto lo llevó a postular un principio curativo: "lo que puede producir un conjunto de síntomas en un individuo sano, puede tratar a un individuo enfermo que manifiesta un conjunto similar de síntomas". Este principio se convirtió en la base de un enfoque de la medicina a la que llamó homeopatía. Utilizó por primera vez el término homeopatía en su ensayo Indicaciones del empleo homeopático de medicamentos en la práctica ordinaria, publicado en el diario de Christoph Wilhelm Hufeland en 1807.

### Desarrollo de la homeopatía
Siguiendo el trabajo del médico vienés Anton von Störck, Hahnemann probó sustancias para determinar los efectos que producían en un individuo sano, presuponiendo (como había afirmado von Störck) que podrían curar los mismos males que causaban. Sus investigaciones lo llevaron a estar de acuerdo con von Störck en que los efectos tóxicos de las sustancias ingeridas son a menudo paralelos a ciertos estados patológicos, y su exploración de casos históricos de intoxicación en la literatura médica implicó aún más una "ley de similares medicinales". Más tarde ideó métodos para diluir los medicamentos que estaba probando con el fin de mitigar sus efectos tóxicos. Afirmó que estas diluciones, cuando se preparaban de acuerdo con su técnica de "potenciación" mediante dilución y sucusión (agitación vigorosa), seguían siendo eficaces para aliviar los mismos síntomas en los enfermos. Sus experimentos más sistemáticos con la reducción de la dosis realmente comenzaron alrededor de 1800-1801 cuando, sobre la base de su "ley de los similares", había empezado a utilizar ipecacuana para el tratamiento de la tos y belladona para la escarlatina.
Publicó por primera vez un artículo sobre el enfoque homeopático en una revista médica en idioma alemán en 1796. Después de una serie de ensayos adicionales, publicó en 1810 "Organon of the Rational Art of Healing", seguido a lo largo de los años por otras cuatro ediciones tituladas The Organon of the Healing Art, el primer tratado sistemático que contiene todas sus instrucciones detalladas sobre el tema. Una sexta edición de Organon, inédita durante su vida y que data de febrero de 1842, salió a luz muchos años después de su muerte. Consistía en un quinto Organon que contenía extensas anotaciones escritas a mano. El Organon es ampliamente considerado como una forma remodelada de un ensayo que publicó en 1806 llamado "La medicina de la experiencia", que había sido publicado en el diario de Hufeland. Sobre el Organon, Robert Ellis Dudgeon afirma que "fue una ampliación y extensión de su «Medicina de la experiencia», trabajada con mayor cuidado y puesta en una forma más metódica y aforística, según el modelo de los escritos hipocráticos".

### Teoría de la enfermedad del café
Hacia principios del siglo XIX, Hahnemann desarrolló una teoría, propuesta en su ensayo de 1803 Sobre los efectos del café a partir de las observaciones originales, de que el café causa muchas enfermedades. Más tarde, Hahnemann abandonó la teoría del café en favor de la teoría de que la enfermedad es causada por la psora, pero se ha observado que la lista de afecciones que Hahnemann atribuía al café era similar a su lista de las causadas por la psora.

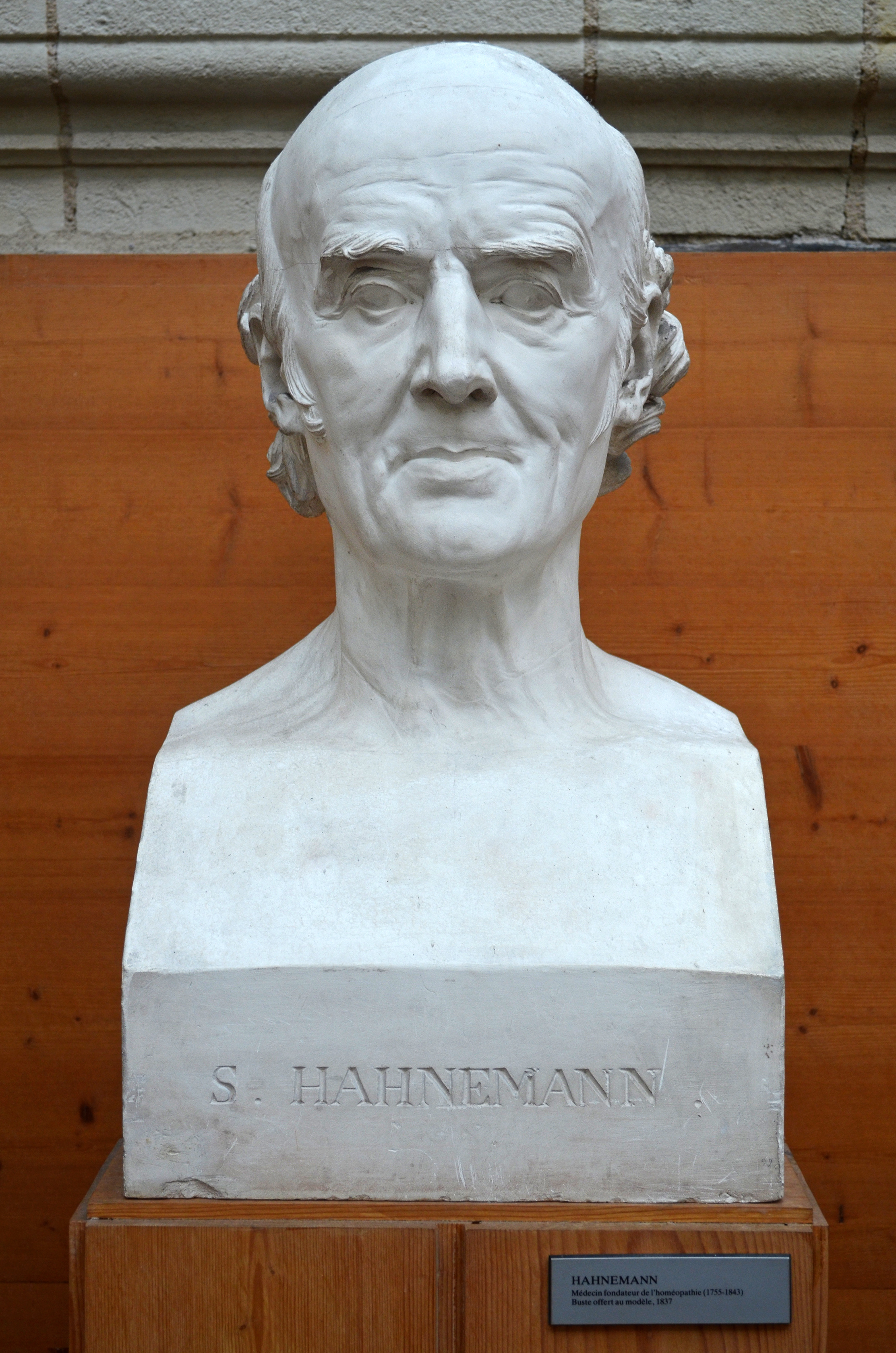
Busto de Samuel Hahnemann, por el escultor francés David d'Angers (1837).

## Vida posterior
A principios de 1811 Hahnemann se trasladó junto a su familia a Leipzig con la intención de enseñar su nuevo sistema médico en la Universidad de Leipzig. Según lo exigido por los estatutos de la universidad, para convertirse en miembro de la facultad debía presentar y defender una tesis sobre un tema médico de su elección. El 26 de junio de 1812, Hahnemann presentó una tesis en latín, titulada "A Medical Historical Dissertation on the Helleborism of the Ancients" ("Una disertación histórica médica sobre el heleborismo de los antiguos"). Su tesis examinaba a fondo la literatura histórica y trataba de diferenciar entre el empleo antiguo de Helleborus niger, o eléboro negro, y los usos medicinales del "eléboro blanco", botánicamente Veratrum album, que son plantas venenosas.
Hahnemann continuó practicando e investigando la homeopatía, además de escribir y dar conferencias por el resto de su vida. Murió en 1843 en París, a los 88 años de edad, y está sepultado en un mausoleo en el cementerio Père Lachaise de París.

## Descendientes
Hay algunos descendientes vivos de la hermana mayor de Hahnemann, Charlotte (1752-1812), pero los descendientes vivos del propio Hahnemann proceden de una de sus hijas.
La hija de Hahnemann, Amelie (1789–1881), tuvo un hijo: Leopold Süβ-Hahnemann. Leopold emigró a Inglaterra y practicó la homeopatía en Londres. Se retiró a la Isla de Wight y murió allí al estallar la Primera Guerra Mundial en 1914. La hija menor del Dr. Leopold Süβ-Hahnemann, Amalia, tuvo dos hijos, Winifred (nacida en 1898) y Herbert. William Herbert Tankard-Hahnemann (1922-2009) fue el hijo de Winifred. Se desempeñó como Mayor en el Ejército Británico durante la Segunda Guerra Mundial y luego hizo carrera en la ciudad de Londres, siendo nombrado Freeman de la City de Londres. William Herbert Tankard-Hahnemann, el tataranieto de Samuel Hahnemann, murió el 12 de enero de 2009 (su 87 cumpleaños) después de 22 años de patrocinio activo del Instituto Británico de Homeopatía. La línea William Tankard-Hahnemann continúa con su hijo Charles.

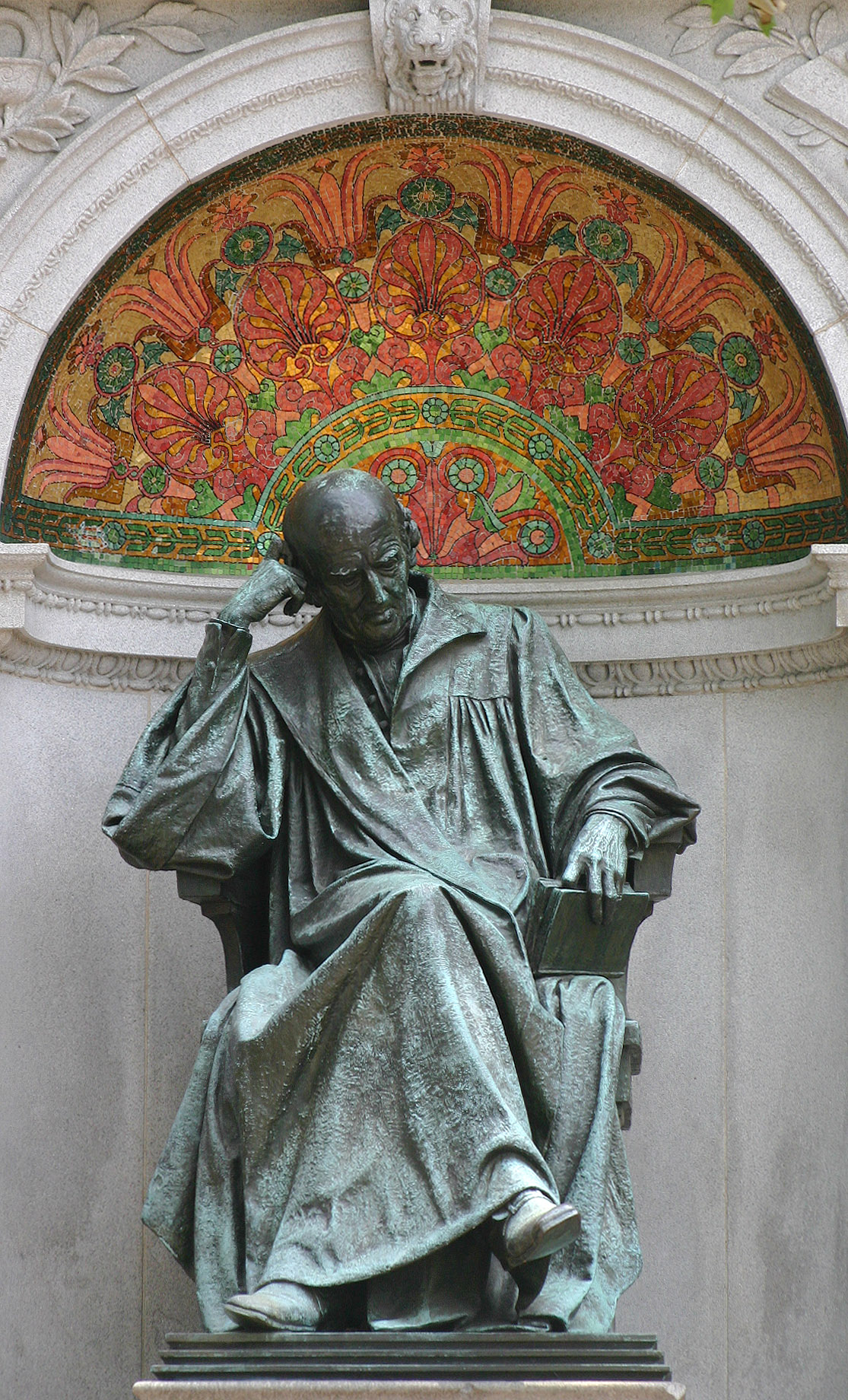
Monumento de Samuel Hahnemann Monument en Scott Circle, Washington D. C.

## Obras
Hahnemann escribió varios libros, ensayos y cartas sobre el método homeopático, la química y la medicina general:
- Traducción del Tratado de William Cullen,  A Treatise on the Materia Medica.
- Heilkunde der Erfahrung. Norderstedt 2010, ISBN 3-8423-1326-8
- Versuch über ein neues Prinzip zur Auffindung der Heilkräfte der Arzneisubstanzen, nebst einigen Blicken auf die bisherigen [Ensayo sobre un nuevo principio para determinar los poderes curativos de las drogas] (en alemán). 1796 reimpreso en Versuch über ein neues Prinzip zur Auffindung der Heilkräfte der Arzneisubstanzen, nebst einigen Blicken auf die bisherigen. Haug, 1988. ISBN 3-7760-1060-6.
- Fragmenta de viribus medicamentorum positivis sive in sano corpore humano obeservitis, una colección de 27 "pruebas" de drogas publicadas en latín en 1805.[26][27][28]
- The Organon of the Healing Art (1810), una descripción detallada de lo que él veía como el fundamento de la medicina homeopática y las pautas para la práctica. Hahnemann publicó la quinta edición en 1833; un borrador revisado de esto (1842) fue descubierto después de la muerte de Hahnemann y finalmente publicado como la sexta edición en 1921.[29][30]
- Materia Medica Pura, una recopilación de informes de "pruebas homeopáticas", publicada en seis volúmenes entre los vol. I en 1811 y vol. VI en 1827. Las ediciones revisadas de los volúmenes I y II se publicaron en 1830 y 1833, respectivamente.
- Enfermedades crónicas (1828), una explicación de la raíz y la cura de las enfermedades crónicas de acuerdo con la teoría de los miasmas, junto con una recopilación de informes de "pruebas homeopáticas", publicados en cinco volúmenes durante la década de 1830.
- The Friend of Health, en el que Hahnemann "recomendó el uso de aire fresco, reposo en cama, dieta adecuada, luz solar, higiene pública y muchas otras medidas beneficiosas en un momento en que muchos otros médicos las consideraban sin valor".[31][32]
- Llamamiento a un filántropo pensante respecto al modo de propagación del cólera asiático, en el que Hahnemann describe a los médicos y enfermeras del cólera como los "propagadores ciertos y frecuentes" del cólera y que, mientras se burlaban de las "fumigaciones con cloro" de las enfermeras, promovían el uso de "gotas de espíritu alcanforado" como cura para la enfermedad.[33]
- Hahnemann también hizo campaña por el trato humano de los locos en 1792.[34]
- John Henry Clarke escribió que "En 1787, Hahnemann descubrió la mejor prueba de arsénico y otros venenos en el vino, después de señalar la naturaleza poco confiable de la 'prueba de Wurtemberg', que había estado en uso hasta esa fecha".[35][36]
- Samuel Hahnemanns Apothekerlexikon. Vol. 2. Crusius, Leipzig 1798–1799 Edición digital de la Universidad y Biblioteca Estatal de Düsseldorf.
- Reine Arzneimittellehre . Arnold, Dresde (varias ediciones) 1822–1827 Edición digital de la Universidad y Biblioteca Estatal de Düsseldorf
- Systematische Darstellung der reinen Arzneiwirkungen aller bisher geprüften Mittel . Vieweg, Braunschweig 1831 - Edición digital de la Universidad y Biblioteca Estatal de Düsseldorf